# اسمولنسک (فیلم)
اسمولنسک (لهستانی: Smoleńsk) فیلمی دلهره‌آور و درام به کارگردانی آنتونی کراوزه است که ساختش از سال ۲۰۱۳ تا ۲۰۱۶ به طول انجامید و در ۵ سپتامبر ۲۰۱۶ منتشر شد.
این فیلم کندوکاوی دربارهٔ سانحه توپولف-۱۵۴ نیروی هوایی لهستان در اسمولنسک است.

## گزیدهٔ بازیگران
- بئاتا فیدو
- هالینا وابونارسکا
- لخ واتوتسکی در نقش لخ کاچینسکی
- اِوا داوْکوفسکا در نقش ماریا کاچینسکا
- کاتاژینا وانیفسکا در نقش آنا والنتینویچ
- هوبرت زدونیاک در نقش میخیل ساآکاشویلی
- یژی زلنیک
- ماریا گوادگوفسکا
- آنا ساموشونک
- مارک بوکوفسکی
- پیوتر بایور
- دومینیکا خوروشینسکا
- هانا بینیشوویچ
- یاکوب ویچورک
- لشک دوئوگش
- یان پی‌یتشاک
- میروسواوا مارخلوک
- وویچیخ چروینسکی
- میخاو کولا
- آدام تورچیک